# نقشه احمقانه
نقشه احمقانه (به انگلیسی: Misbegotten) یک فیلم سینمایی آمریکایی محصول سال ۱۹۹۷ میلادی به کارگردانی مارک ال. لستر است.

## بازیگران
- کوین دیلون در نقش بیلی کراپشوت
- نیک مانکوسو در نقش پل بورکه
- لایست آنتونی در نقش کیتلان بورکه
- مارک هولدن در نقش کاپیتان

## تولید
فیلمبرداری در اواسط ۱۹۹۷ در ساحل بریتیش کلمبیا انجام شد.

## رتبه‌بندی
این فیلم در زمان انشار با درجه R رتبه‌بندی شد.

## دیدگاه منتقدین
این فیلم به‌طور کلی نقدهای ضعیفی را دریافت کرد.